# Etsdorf (Freudenberg)
Etsdorf ist ein Gemeindeteil von Freudenberg im Oberpfälzer Landkreis Amberg-Sulzbach (Bayern).

## Geografie
Das Kirchdorf Etsdorf liegt an der Staatsstraße 2040 ungefähr 2 Kilometer nördlich der Bundesautobahn 6 und etwa 7 Kilometer südöstlich von Freudenberg.
Etsdorf liegt an der seit dem frühen Mittelalter wichtigen West-Ost-Verbindung von Nürnberg über Amberg – Nabburg – Venedig (Nabburg) – Namsenbach – Mitteraich – Weidenthal – Trichenricht – Maximilianshof – Schönsee nach Bischofteinitz in Böhmen.
Ihre Namen „Saustraß“ bei Maximilianshof und „Sautreibergasse“ zwischen Weidenthal und Teunz, Spatzenmühle und Eisberg, Dietersdorf und Landesgrenze deuten auf die Viehtransporte hin, die diesen Weg nahmen.
Zwischen Nabburg und Amberg verlief diese Straße auf zwei verschiedenen Routen, die sich in Etsdorf kreuzten.
Die eine Route führte über Amberg – Krumbach – Engelsdorf – Paulsdorf – Altenricht – Buchenöd – Etsdorf – Trisching – Etzelhof nach Nabburg.
Die andere Route wurde im Volksmund „Zigeunerweg“ oder auch „Steinköppel“ genannt.
Sie verlief von Amberg über Moos – Hiltersdorf – Holzhaus – Kohlmühle – Etsdorf – Inzendorf – Brudersdorf – Diepoltshof nach Nabburg.

## Geschichte
Der Name Etsdorf (auch: Ezdorf, Ezstorff, Ezseldorf, Etslsdorf, Ettsdorff, Etschdorff), speziell die Endung auf -dorf kennzeichnet Etsdorf als eine in der im 9. bis 11. Jahrhundert erfolgten zweiten Besiedlungswelle des Raumes um Nabburg gegründete Ortschaft.
Etsdorf gehörte im 13. Jahrhundert zum Besitz der Grafen Gebhard, Rapoto IV. und Diepold von Ortenburg-Murach.
Diese verkauften diesen Besitz im Rahmen der Machtausweitung der Wittelsbacher nach Norden 1271 an Herzog Ludwig von Oberbayern.
In diesem Verkauf waren die Besitzungen der adligen Vasallen ausgenommen.
Das Urbar von 1285 führt Etsdorf mit 23 Höfen, einer Mühle, zwei Neugereuthen und weiteren vier Höfen auf.
Die letzteren vier Höfe waren 1326 in den Händen von Heinrich II. Zenger, Ortlieb II. Zenger und Heinrich Geiganter. Sie waren beim Verkauf von Etsdorf in deren Besitz geblieben.
Der Dreißigjährige Krieg hatte einen starken Bevölkerungsrückgang zur Folge.
1583 hatte Etsdorf 23 Einwohner, 1658 hatte es nur noch zwölf Einwohner und 1712 wieder 26 Einwohner.
Ende des 18. Jahrhunderts gehörte Etsdorf zur Pfarrei Rottendorf und hatte 30 Einwohner, eine Taverne, eine Mühle, zwei Weber, einen Müller, einen Schneider und einen Schmied.
Es war eine eigene Gemeinde, zu der außer Etsdorf selbst auch Oberpennading und Unterpennading gehörten.
1842 war Etsdorf eine Landgemeinde, zu der außer Etsdorf selbst noch Kohlmühle, Oberpennading, Rannahof und Unterpennading gehörten.
Etsdorf selbst hatte 31 Wohngebäude, 37 Familien, 213 Einwohner.
Alle Einwohner waren katholisch. Etsdorf hatte eine Filialkirche, die zur Pfarrei Rottendorf gehörte.
Die katholische Schule von Etsdorf hatte 36 Werktags- und 32 Sonntagsschüler.
Zum Stichtag 23. März 1913 (Osterfest) war Etsdorf Teil der Pfarrei Rottendorf und hatte 43 Häuser und 262 Einwohner.
Am 1. April 1926 wurde die Gemeinde Etsdorf vom Bezirksamt Nabburg abgetrennt und in das Bezirksamt Amberg eingegliedert.
Am 31. Dezember 1990 hatte Etsdorf 404 Einwohner und war Expositur der Pfarrei Rottendorf.

## Kultur und Sehenswürdigkeiten

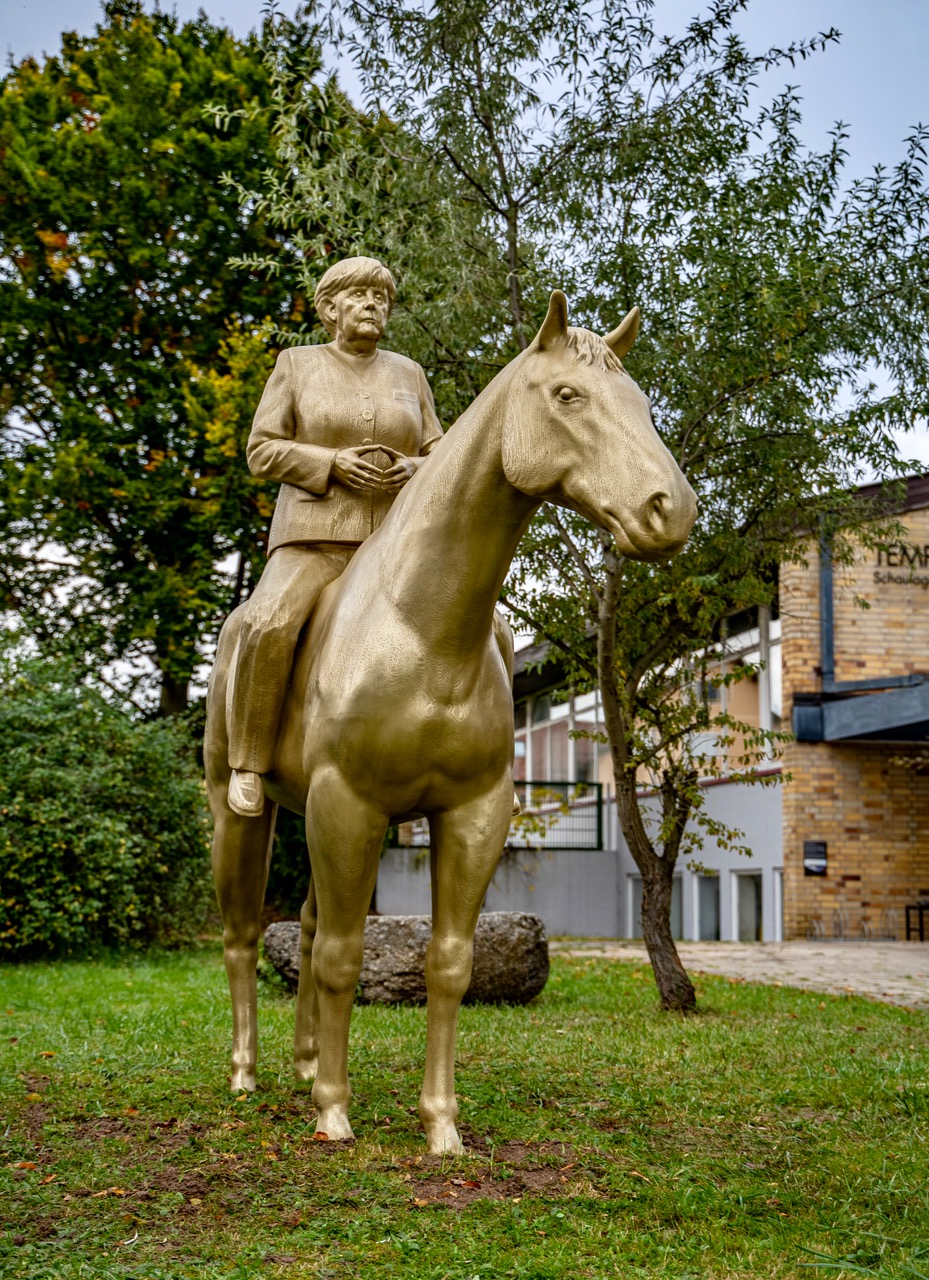
Reiterstandbild von Angela Merkel (2021, 2023 zusammengebrochen)

Die auf einer gotischen Anlage errichtete Expositurkirche St. Barbara wurde barockisiert und 1994 erweitert.
In Etsdorf gibt es ein vom heimischen Künstler Willi Koch initiiertes Tempel Museum Etsdorf, das 2010 eingeweiht wurde. Das Haus ist als Impulsprojekt für die geplante Glyptothek Etsdorf zu verstehen, einem Gemeinschaftswerk, das mit historischen Bezügen zum Aphaiatempel und zur Walhalla als Symbol für 2500 Jahre Demokratie und für den Europäischen Gedanken stehen soll.
An einem Waldrand bei Etsdorf steht seit 2002 die kleine sog. Asphaltkapelle, die ausschließlich aus Gussasphalt besteht. Entlang des Wegs dorthin, der zwischen Feldern verläuft, finden sich Kreuzinstallationen nationaler und internationaler Künstler, die das zentrale christliche Symbol verschiedenartig interpretieren und damit dessen Aussagekraft hervorheben. Diese Kunstwerke stehen zudem in der Tradition der Marterl früherer Zeiten.
Im Oktober 2021 enthüllte der Etsdorfer Bildhauer Wilhelm Koch am Tempel Museum Etsdorf sein Reiterstandbild von Angela Merkel, das 2023 zusammenbrach.